# Компе (Великопольське воєводство)
Компе (пол. Kąpie) — село в Польщі, у гміні Ґодзеші-Великі Каліського повіту Великопольського воєводства.
Населення — 114 осіб (2011).
У 1975-1998 роках село належало до Каліського воєводства.

## Демографія
Демографічна структура станом на 31 березня 2011 року:
|          | Загалом | Допрацездатний вік | Працездатний вік | Постпрацездатний вік |
| -------- | ------- | ------------------ | ---------------- | -------------------- |
| Чоловіки | 54      | 16                 | 36               | 2                    |
| Жінки    | 60      | 18                 | 32               | 10                   |
| Разом    | 114     | 34                 | 68               | 12                   |